# Laura Switzer
Laura Mae Switzer (McLean, 21 aprile 1941 – Oklahoma City, 19 aprile 2019) è stata una cestista statunitense.

## Carriera
Vinse la medaglia d'oro con gli Stati Uniti ai Giochi panamericani di San Paolo 1963.